# Cohors I Liburnorum
Die Cohors I Liburnorum (deutsch 1. Kohorte der Liburner) war eine römische Auxiliareinheit. Sie ist durch eine Inschrift belegt.

## Namensbestandteile
- Liburnorum: [der] Liburner. Die Soldaten der Kohorte wurden bei Aufstellung der Einheit aus dem illyrischen Volksstamm der Liburner auf dem Gebiet der römischen Provinz Illyricum rekrutiert.

Da es keine Hinweise auf die Namenszusätze milliaria (1000 Mann) und equitata (teilberitten) gibt, ist davon auszugehen, dass es sich um eine reine Infanterie-Kohorte, eine Cohors (quingenaria) peditata, handelt. Die Sollstärke der Einheit lag bei 480 Mann, bestehend aus 6 Centurien mit jeweils 80 Mann.

## Geschichte
Da die Kohorte nur auf einer Inschrift nachgewiesen ist und sie auch auf keinem Militärdiplom des 1. oder 2. Jhd. aufgeführt ist, existierte sie vermutlich nur für kurze Zeit. Die Einheit entstand möglicherweise im Zusammenhang mit den Feldzügen, die Augustus von 35 bis 33 v. Chr. in Illyricum führte. Später wurde sie dann vermutlich mit anderen Einheiten aus Dalmatia und der Umgebung zusammengelegt und daraus entstand die Cohors V Delmatarum, die für die Provinz Mauretania Tingitana belegt ist.

## Standorte
Standorte der Kohorte sind nicht bekannt.

## Angehörige der Kohorte
Ein Angehöriger der Kohorte, T(itus) Octavius Macer, ein Centurio, ist durch die Inschrift (AE 1950, 111) bekannt.